# Hệ thống thổi ngược

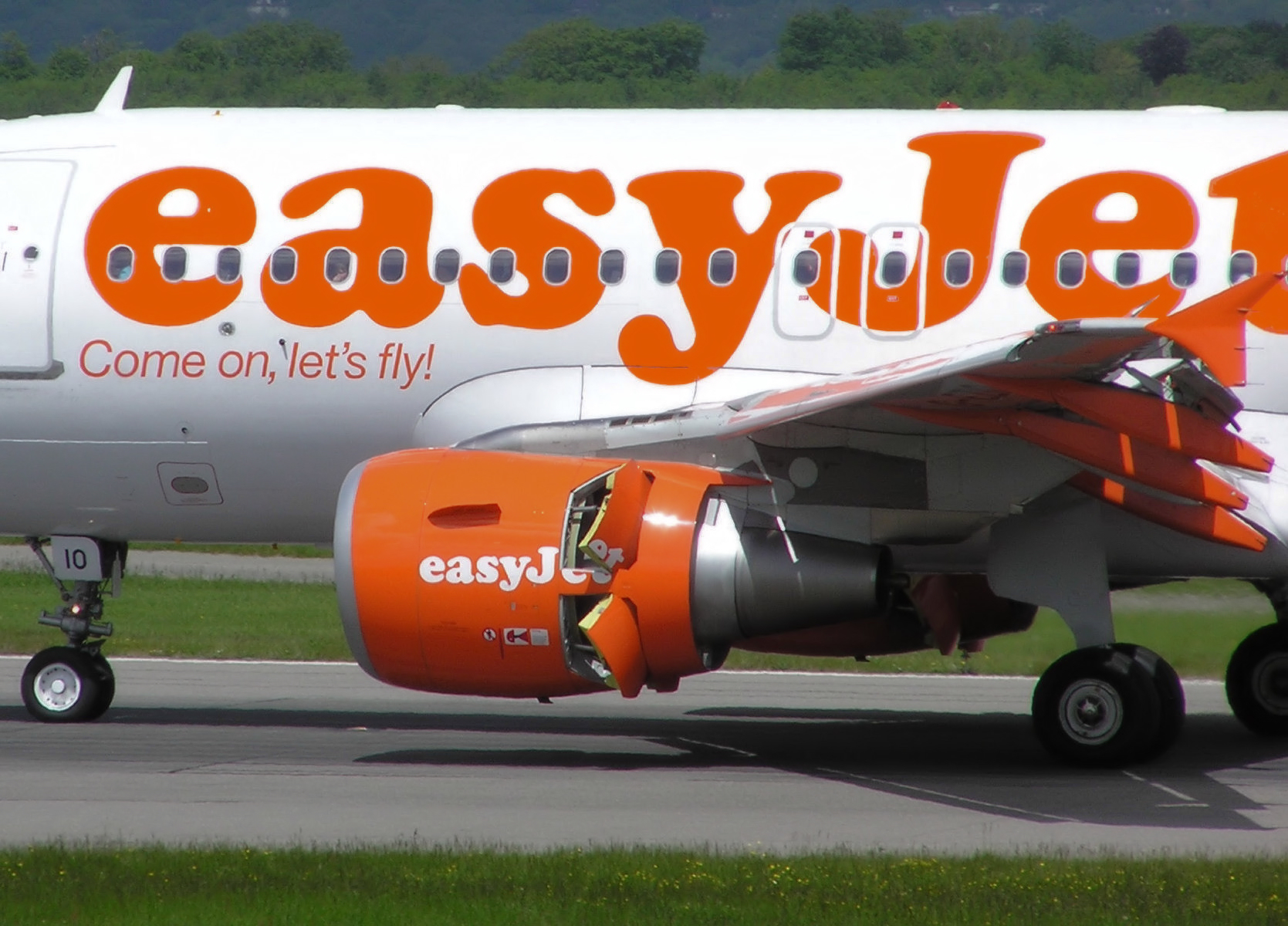
Hệ thống thổi ngược của động cơ CFM56

Hệ thống thổi ngược là một hệ thống giúp phanh máy bay khi hạ cánh. Hệ thống thổi ngược được trang bị trên nhiều máy bay phản lực để giúp giảm tốc độ ngay sau khi chạm xuống, giảm mài mòn hệ thống phanh và cho phép khoảng cách hạ cánh ngắn hơn. Các thiết bị như vậy ảnh hưởng đáng kể đến máy bay và được các hãng hàng không coi là quan trọng đối với hoạt động an toàn. Đã có những vụ tai nạn liên quan đến hệ thống đảo chiều lực đẩy, trong đó có những vụ gây tử vong. 
Lực đẩy ngược cũng có sẵn trên nhiều máy bay điều khiển bằng cánh quạt thông qua việc đảo chiều cánh quạt có thể điều khiển được thành một góc âm.

## Nguyên lí hoạt động
Quá trình hạ cánh bao gồm chạm xuống, đưa máy bay về tốc độ taxi và cuối cùng là dừng hoàn toàn. Tuy nhiên, hầu hết các động cơ phản lực thương mại tiếp tục tạo ra lực đẩy theo hướng về phía trước, ngay cả khi không tải, tác động ngược lại sự giảm tốc của máy bay. Phanh của bộ phận hạ cánh của hầu hết các máy bay hiện đại trong trường hợp bình thường đủ để máy bay tự dừng nhưng vì mục đích an toàn và để giảm áp lực trên hệ thống phanh, một phương pháp giảm tốc khác là cần thiết. Trong các tình huống liên quan đến thời tiết xấu, nơi các yếu tố như tuyết hoặc mưa trên đường băng làm giảm hiệu quả của hệ thống phanh và trong các trường hợp khẩn cấp như lần cất cánh bị hủy, nhu cầu này là rõ ràng hơn.
Một phương pháp đơn giản và hiệu quả là đảo ngược hướng của dòng khí thải của động cơ phản lực và sử dụng sức mạnh của chính động cơ để giảm tốc. Lý tưởng nhất là dòng khí thải đảo ngược sẽ được hướng thẳng về phía trước. Tuy nhiên, vì lý do khí động học, điều này là không thể thực hiện được, và một góc 135° được thực hiện, dẫn đến hiệu quả kém hơn so với khả năng có thể. Đảo ngược lực đẩy cũng có thể được sử dụng trong chuyến bay để giảm tốc độ không khí, mặc dù điều này không phổ biến với các máy bay hiện đại. Có ba loại hệ thống đảo ngược lực đẩy phổ biến được sử dụng trên động cơ phản lực: mục tiêu, vỏ sò và hệ thống dòng lạnh. Một số máy bay dẫn động bằng cánh quạt được trang bị cánh quạt có độ cao thay đổi có thể đảo ngược lực đẩy bằng cách thay đổi độ cao của cánh cánh quạt của chúng. Hầu hết các máy bay phản lực thương mại đều có các thiết bị như vậy, và nó cũng có các ứng dụng trong hàng không quân sự.

## Các loại hệ thống thổi ngược
Máy bay nhỏ thường không có hệ thống đảo chiều lực đẩy, ngoại trừ trong các ứng dụng chuyên dụng. Mặt khác, các máy bay lớn (những máy bay nặng hơn 12.500 lb) hầu như luôn có khả năng đảo ngược lực đẩy. Động cơ pittông, động cơ phản lực cánh quạt và máy bay phản lực đều có thể được thiết kế để bao gồm hệ thống đảo chiều lực đẩy.

### Máy bay điều khiển bằng cánh quạt
Máy bay điều khiển bằng cánh quạt tạo ra lực đẩy ngược lại bằng cách thay đổi góc của các cánh quạt ở độ cao có thể điều khiển của chúng để các cánh quạt hướng lực đẩy của chúng về phía trước. Tính năng lực đẩy ngược này trở nên khả dụng với sự phát triển của các cánh quạt có bước điều khiển, có thể thay đổi góc của các cánh chân vịt để sử dụng hiệu quả công suất động cơ trong một loạt các điều kiện. Lực đẩy ngược được tạo ra khi góc độ của cánh quạt giảm từ tốt đến âm. Đây được gọi là vị trí beta.
Máy bay động cơ piston có xu hướng không có lực đẩy ngược lại, tuy nhiên máy bay động cơ phản lực cánh quạt nói chung thì có. Các ví dụ bao gồm PAC P-750 XSTOL, Cessna 208 Caravan, and Pilatus PC-6 Porter.
Một ứng dụng đặc biệt của lực đẩy ngược được sử dụng trên thủy phi cơ nhiều động cơ và thuyền bay. Những máy bay này, khi hạ cánh trên mặt nước, không có phương pháp phanh thông thường và phải dựa vào lực đẩy nghiêng và / hoặc lực đẩy ngược lại, cũng như lực cản của nước để giảm tốc độ hoặc dừng lại. Ngoài ra, lực đẩy ngược thường cần thiết để cơ động trên mặt nước, nơi nó được sử dụng để thực hiện các cú ngoặt gấp hoặc thậm chí đẩy máy bay ngược lại, các thao tác có thể cần thiết để rời bến tàu hoặc bãi biển.

## Máy bay phản lực
Một bộ đảo ngược lực đẩy loại mục tiêu đang được triển khai
Trên máy bay sử dụng động cơ phản lực, việc đảo chiều lực đẩy được thực hiện bằng cách làm cho luồng phản lực bay về phía trước. Động cơ không chạy hoặc quay ngược lại; thay vào đó, các thiết bị đảo chiều lực đẩy được sử dụng để chặn vụ nổ và chuyển hướng nó về phía trước. Động cơ có tỷ lệ rẽ nhánh cao thường đảo ngược lực đẩy bằng cách chỉ thay đổi hướng của luồng không khí quạt, vì phần lớn lực đẩy được tạo ra bởi phần này, trái ngược với lõi. Có ba hệ thống đảo chiều lực đẩy của động cơ phản lực được sử dụng phổ biến:

### Các loại bên ngoài

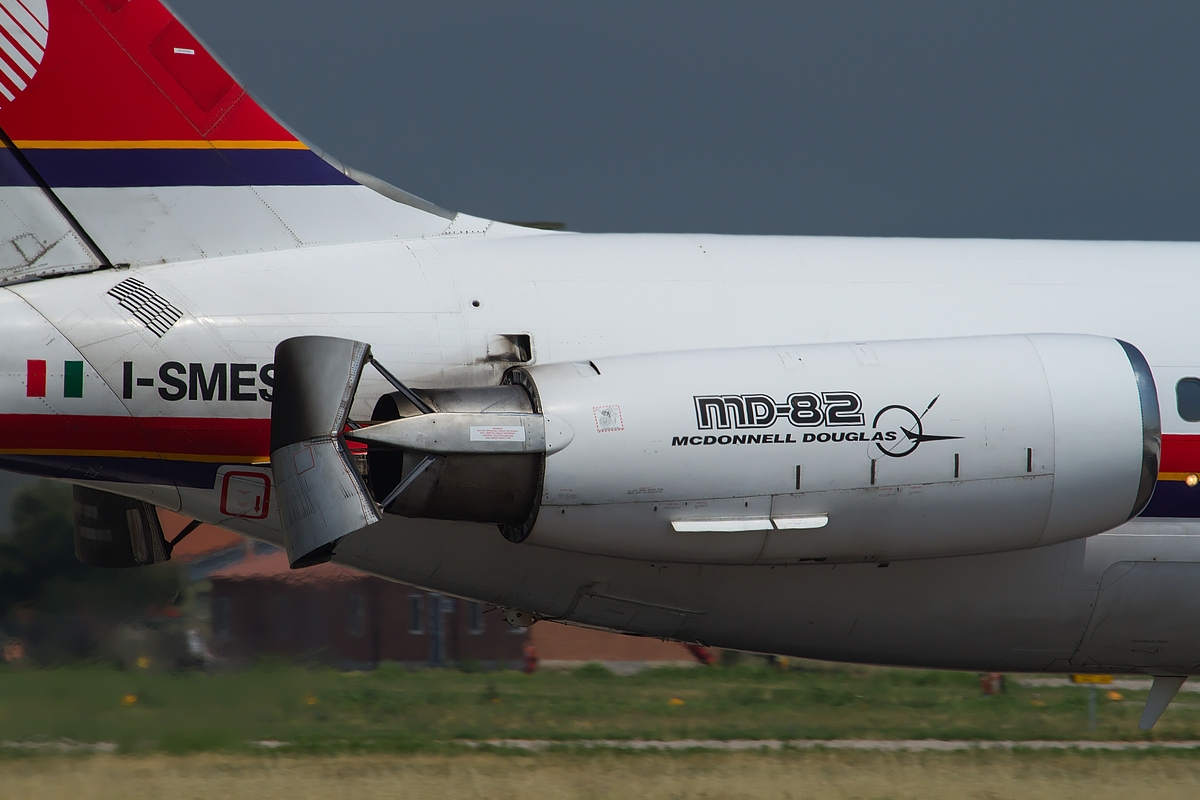
Hệ thống thôi ngược hình xô của động cơ IAE V2500 trên McDonnell Douglas MD-82

Bộ đảo chiều lực đẩy mục tiêu sử dụng một cặp cửa kiểu vỏ sò hoặc gầu hoạt động bằng thủy lực để đảo chiều dòng khí nóng. Đối với lực đẩy về phía trước, các cửa này tạo thành vòi đẩy của động cơ. Trong quá trình triển khai ban đầu của hệ thống này trên Boeing 707, và vẫn còn phổ biến cho đến ngày nay, hai thùng đảo chiều được gắn bản lề để khi triển khai chúng chặn luồng khí thải ra phía sau và chuyển hướng nó bằng một bộ phận phía trước. Loại bộ đảo chiều này có thể nhìn thấy ở phía sau động cơ trong quá trình triển khai.

### Các loại nội bộ

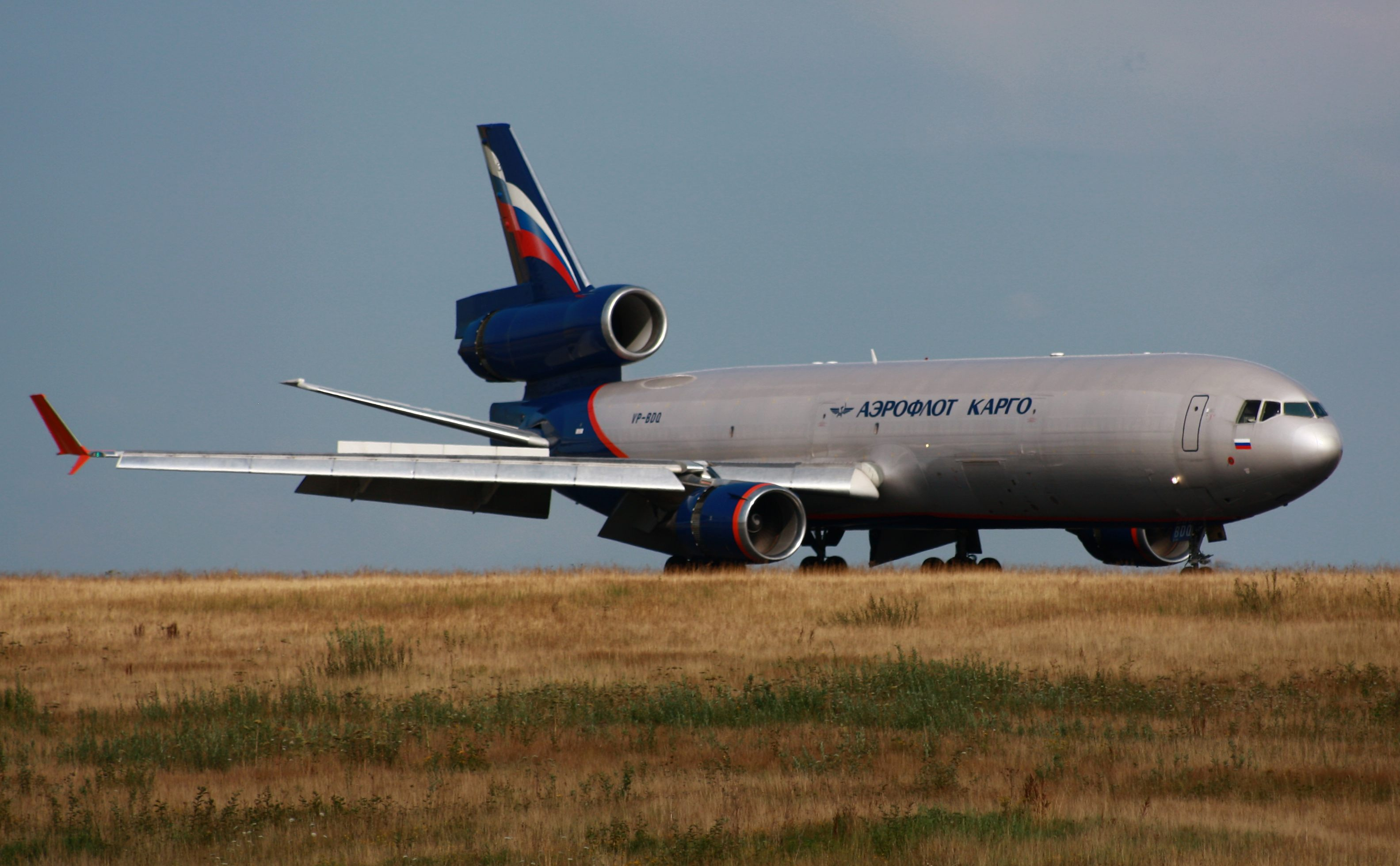
Bộ đảo chiều lực đẩy kiều dòng lanh trên máy bay MD-11

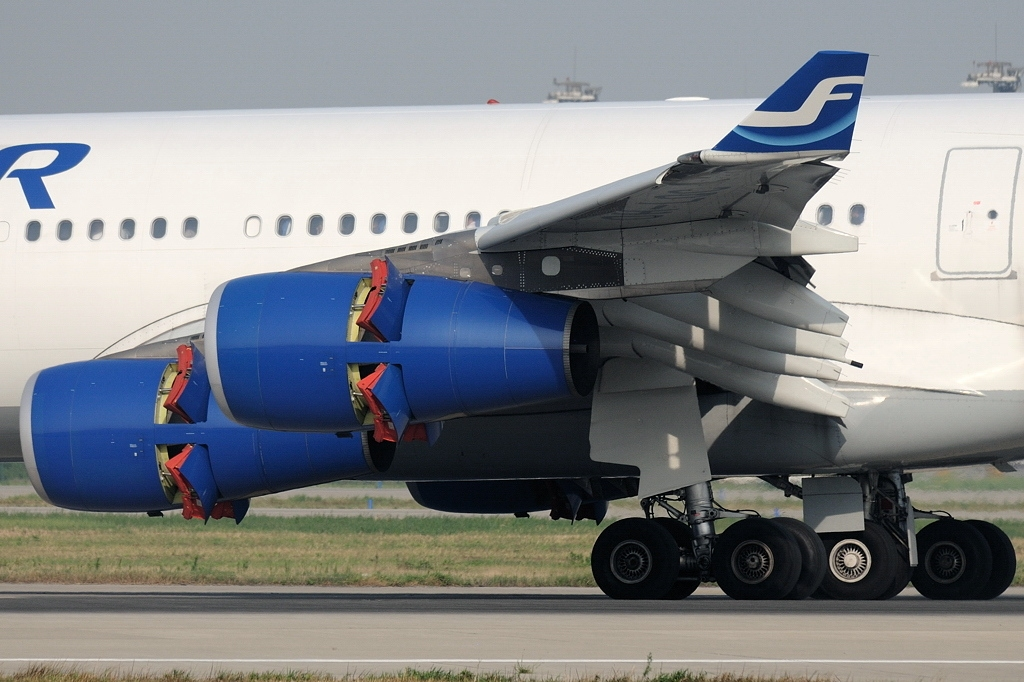
Bộ đảo chiều lực đẩy đang được triển khái trên máy bay Airbus A340

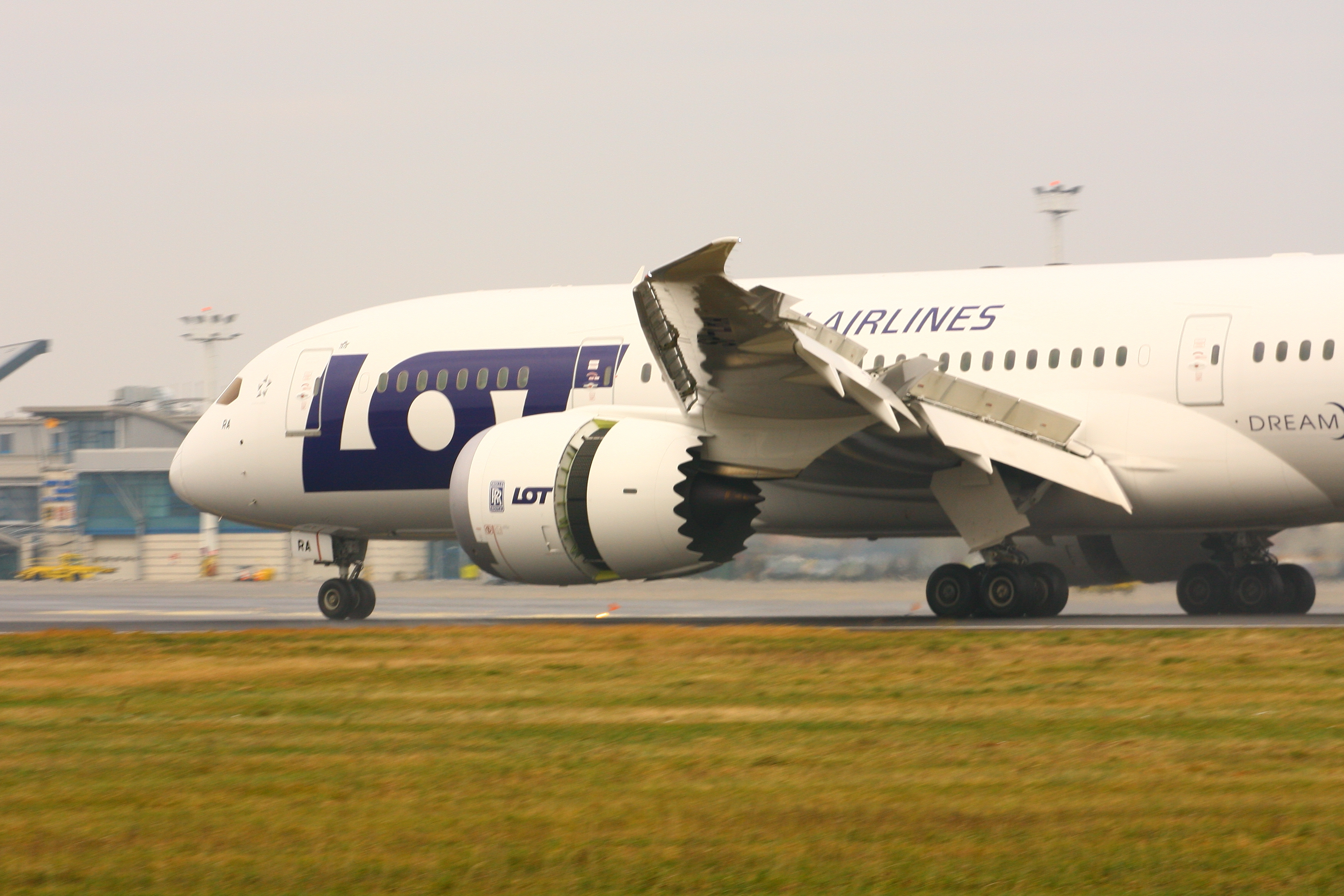
Bộ đảo chiều lực đẩy kiểu dòng lạnh đang được triển khai trên máy bay Boeing 787

Lưới thoát ra từ vỏ sò mở (động cơ bên ngoài) trên động cơ phản lực cánh quạt Rolls-Royce Conway của VC10
Bộ đảo chiều lực đẩy bên trong sử dụng các cửa làm lệch hướng bên trong tấm che động cơ để chuyển hướng luồng không khí qua các khe hở ở mặt bên của ống gió. Trong động cơ tuốc bin phản lực và động cơ tuốc bin phản lực dòng hỗn hợp, một loại sử dụng bộ làm lệch hướng vỏ sò hoạt động bằng khí nén để chuyển hướng khí thải của động cơ. Các ống dẫn của bộ đảo chiều có thể được lắp với các cánh gạt tầng để chuyển hướng thêm luồng không khí về phía trước.
Trái ngược với hai loại được sử dụng trên động cơ tuốc bin phản lực và động cơ tuốc bin phản lực rẽ nhánh thấp, nhiều động cơ tuốc bin phản lực rẽ nhánh cao sử dụng bộ đảo chiều dòng lạnh. Thiết kế này đặt các cửa làm lệch hướng trong ống dẫn nhánh để chỉ chuyển hướng một phần luồng không khí từ phần quạt của động cơ đi qua buồng đốt. Các động cơ như CFM56 hướng luồng không khí về phía trước bằng bộ đảo chiều cửa xoay tương tự như vỏ sò bên trong được sử dụng trong một số máy bay phản lực. Bộ đảo chiều tầng sử dụng một tầng cánh gạt được bao phủ bởi một ống bọc xung quanh chu vi của trục động cơ trượt về phía sau nhờ động cơ không khí. Trong quá trình hoạt động bình thường, các cánh gạt đẩy ngược lại bị chặn. Khi được lựa chọn, hệ thống sẽ gập các cửa lại để chặn vòi phun cuối cùng của dòng lạnh và chuyển hướng luồng không khí này đến các cánh gạt tầng.
Trong bộ đảo chiều dòng lạnh, khí thải từ buồng đốt tiếp tục tạo ra lực đẩy về phía trước, làm cho thiết kế này kém hiệu quả. Nó cũng có thể chuyển hướng dòng khí thải của lõi nếu được trang bị cánh gió dòng nóng. Hệ thống thác dòng lạnh được biết đến với tính toàn vẹn về cấu trúc, độ tin cậy và tính linh hoạt, nhưng có thể nặng và khó tích hợp vào các vỏ chứa các động cơ lớn.

## Hoạt động

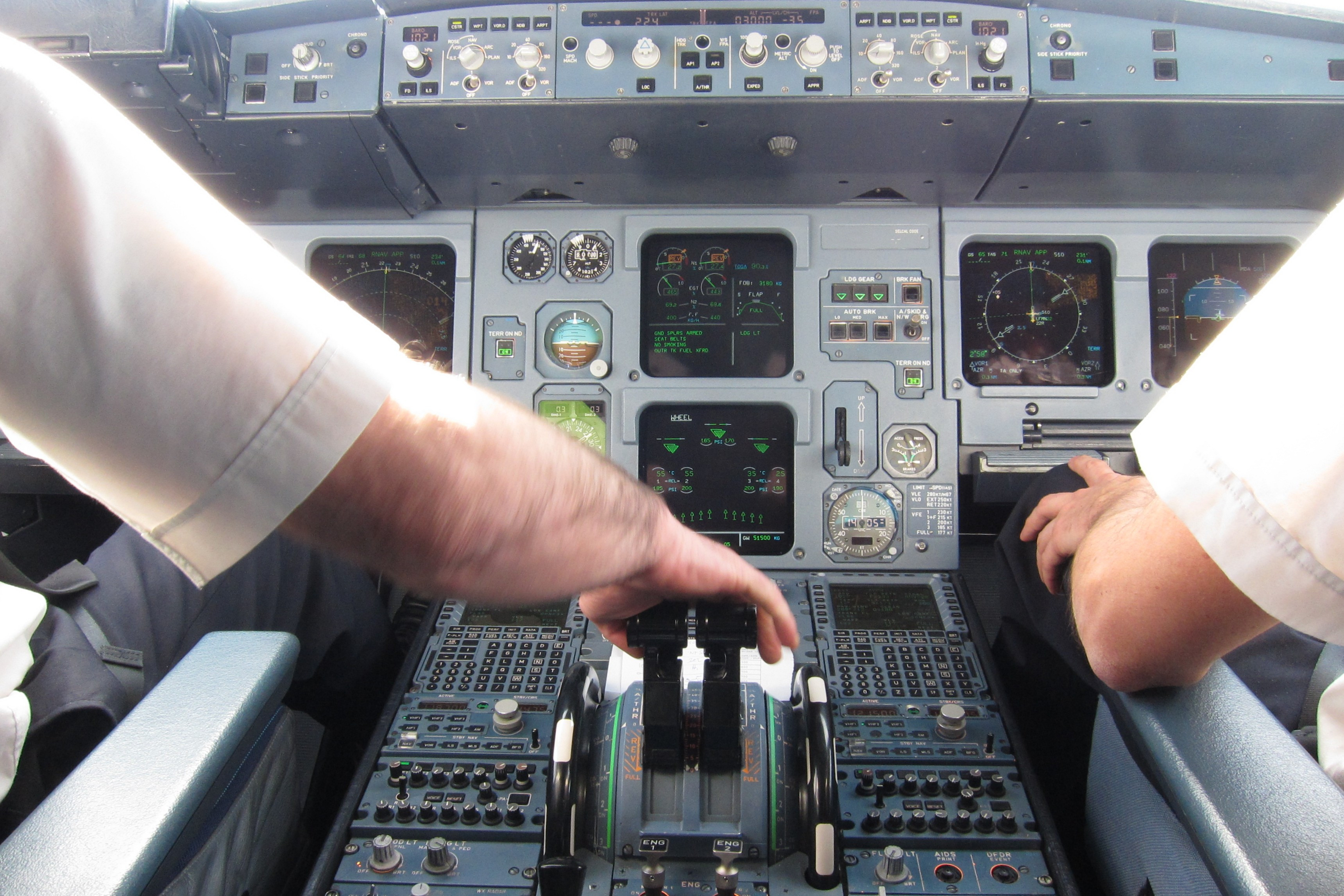
Triển khai hệ thống thổi ngược trên Airbus A320

Trong hầu hết các thiết lập buồng lái, lực đẩy ngược được đặt khi cần gạt lực đẩy không hoạt động bằng cách kéo chúng ra xa hơn. Lực đẩy ngược thường được áp dụng ngay sau khi chạm đất, thường cùng với tác dụng phụ, để cải thiện khả năng giảm tốc sớm ở trục hạ cánh khi lực nâng khí động học còn lại và tốc độ cao hạn chế hiệu quả của hệ thống phanh nằm trên bộ hạ cánh. Lực đẩy ngược luôn được chọn theo cách thủ công, sử dụng đòn bẩy gắn với đòn đẩy hoặc di chuyển cần đẩy vào 'cổng' lực đẩy ngược.
Việc giảm tốc sớm được cung cấp bởi lực đẩy ngược có thể làm giảm cuộn hạ cánh xuống một phần tư hoặc hơn. Tuy nhiên, các quy định quy định rằng máy bay phải có thể hạ cánh trên đường băng mà không sử dụng lực đẩy đảo chiều để được chứng nhận hạ cánh ở đó như một phần của dịch vụ hàng không theo lịch trình.
Khi tốc độ của máy bay chậm lại, lực đẩy ngược sẽ bị tắt để ngăn luồng không khí đảo chiều ném các mảnh vỡ phía trước cửa hút của động cơ, nơi nó có thể bị nuốt vào, gây hư hỏng vật thể lạ. Nếu hoàn cảnh yêu cầu, lực đẩy ngược có thể được sử dụng đến hết mức để dừng hoặc thậm chí cung cấp lực đẩy để đẩy máy bay lùi lại, mặc dù máy bay kéo hoặc thanh kéo thường được sử dụng cho mục đích đó. Khi lực đẩy ngược được sử dụng để đẩy máy bay trở lại từ cánh cổng, động tác được gọi là lực đẩy ngược. Một số nhà sản xuất cảnh báo không nên sử dụng quy trình này trong điều kiện băng giá vì sử dụng lực đẩy ngược trên mặt đất phủ đầy tuyết hoặc bùn có thể khiến các thanh trượt, nước và đường băng bay vào không khí và bám vào bề mặt cánh.
Nếu không mong muốn hết công suất của lực đẩy ngược, thì có thể vận hành ngược lại với bướm ga được đặt ở mức công suất nhỏ hơn toàn bộ, thậm chí giảm xuống công suất không tải, giúp giảm căng thẳng và mài mòn các bộ phận của động cơ. Lực đẩy ngược đôi khi được lựa chọn trên động cơ chạy không tải để loại bỏ lực đẩy còn lại, đặc biệt là trong điều kiện băng giá hoặc trơn trượt, hoặc khi vụ nổ phản lực của động cơ có thể gây ra thiệt hại.

### Vận hành trên chuyến bay
Một số máy bay, đáng chú ý là máy bay của Nga và Xô Viết, có khả năng sử dụng hệ thống thổi ngược an toàn trên không, mặc dù phần lớn trong số này được dẫn động bằng cánh quạt. Tuy nhiên, rất nhiều máy bay không thể. Trong chuyến bay, việc sử dụng lực đẩy ngược lại có một số ưu điểm. Nó cho phép giảm tốc nhanh chóng, cho phép thay đổi tốc độ nhanh chóng. Nó cũng ngăn chặn việc tăng tốc độ thường liên quan đến lặn dốc, cho phép mất độ cao nhanh chóng, điều này có thể đặc biệt hữu ích trong các môi trường thù địch như khu vực chiến đấu và khi tiếp cận đất liền dốc.
Douglas DC- 8 là dòng máy bay đã được chứng nhận về lực đẩy ngược trong chuyến bay kể từ khi đưa vào sử dụng năm 1959. An toàn và hiệu quả để tạo điều kiện hút ẩm nhanh chóng ở tốc độ chấp nhận được, tuy nhiên nó tạo ra độ đệm cho máy bay đáng kể, vì vậy việc sử dụng thực tế ít phổ biến hơn trên các chuyến bay chở khách và phổ biến hơn trên các chuyến bay chở hàng và phà, nơi sự thoải mái của hành khách không phải là mối quan tâm.
Hawker Siddeley Trident, một chiếc máy bay từ 120 đến 180 chỗ ngồi, có khả năng hạ độ cao lên tới 10.000 ft / phút (3.050 m / phút) bằng cách sử dụng lực đẩy ngược, mặc dù khả năng này hiếm khi được sử dụng.
Máy bay siêu thanh Concorde có thể sử dụng lực đẩy ngược trong không khí để tăng tốc độ hạ cánh. Chỉ các động cơ bên trong máy bay mới được sử dụng và các động cơ này chỉ được đặt ở chế độ không tải ngược khi bay cận âm và khi máy bay ở độ cao dưới 30.000 ft (9.100 m). Điều này sẽ làm tăng tốc độ rơi xuống khoảng 10.000 ft / phút (3.000 m / phút).
Boeing C-17 Globemaster III là một trong số ít máy bay hiện đại sử dụng lực đẩy ngược khi bay. Máy bay do Boeing sản xuất có khả năng triển khai lực đẩy ngược trong chuyến bay trên cả bốn động cơ để tạo điều kiện cho các động cơ xả dốc chiến thuật lên đến 15.000 ft / phút (4.600 m / phút) vào môi trường chiến đấu (tốc độ rơi chỉ hơn 170 dặm / giờ, hoặc 274 km / h). Lockheed C-5 Galaxy, được giới thiệu vào năm 1969, cũng có khả năng đảo ngược trong chuyến bay, mặc dù chỉ sử dụng động cơ bên trong.
Saab 37 Viggen (nghỉ hưu vào tháng 11 năm 2005) cũng có khả năng sử dụng lực đẩy ngược lại cả trước khi hạ cánh, để rút ngắn đường băng cần thiết và lăn bánh sau khi hạ cánh, cho phép nhiều con đường của Thụy Điển tăng gấp đôi so với đường băng thời chiến.
Máy bay Huấn luyện Tàu con thoi, một chiếc Grumman Gulfstream II được sửa đổi cao, đã sử dụng lực đẩy ngược trong chuyến bay để giúp mô phỏng khí động học Tàu con thoi để các phi hành gia có thể thực hành hạ cánh. Một kỹ thuật tương tự đã được sử dụng trên một chiếc Tupolev Tu-154 được sửa đổi, mô phỏng tàu con thoi Buran của Nga.

## Hiệu quả
Lượng lực đẩy và công suất tạo ra tỷ lệ thuận với tốc độ của máy bay, giúp lực đẩy ngược trở lại hiệu quả hơn ở tốc độ cao. Để đạt hiệu quả tối đa, nên áp dụng nhanh sau khi hạ cánh. Nếu được kích hoạt ở tốc độ thấp, có thể gây sát thương vật thể lạ. Có một số nguy hiểm khi một máy bay có lực đẩy đảo chiều được áp dụng trong giây lát rời khỏi mặt đất một lần nữa do cả tác dụng của lực đẩy ngược và hiệu ứng hướng mũi lên từ các thiết bị phá hủy. Đối với máy bay dễ xảy ra sự cố như vậy, phi công phải cẩn thận để đạt được vị trí vững chắc trên mặt đất trước khi áp dụng lực đẩy ngược. Nếu được đặt trước khi bánh xe mũi tiếp xúc với mặt đất, sẽ có khả năng triển khai không đối xứng gây ra hiện tượng ngáp không kiểm soát về phía có lực đẩy cao hơn, vì lái máy bay bằng bánh xe mũi là cách duy nhất để duy trì kiểm soát hướng. du lịch trong tình huống này.
Chế độ lực đẩy ngược chỉ được sử dụng trong một phần nhỏ thời gian hoạt động của máy bay nhưng ảnh hưởng rất lớn đến thiết kế, trọng lượng, bảo trì, hiệu suất và chi phí. Các hình phạt là đáng kể nhưng cần thiết vì nó cung cấp lực dừng để tăng thêm biên độ an toàn, kiểm soát hướng trong quá trình hạ cánh và hỗ trợ cho việc cất cánh bị từ chối và hoạt động trên mặt đất trên đường băng bị ô nhiễm nơi hiệu quả phanh bình thường bị giảm. Các hãng hàng không coi hệ thống đảo chiều lực đẩy là một phần quan trọng để đạt được mức độ an toàn vận hành máy bay tối đa.